# 阿爾法超群病毒綱
阿爾法超群病毒綱（学名：Alsuviricetes）是黄色病毒门下的一个纲。

## 下属分类
本纲包括以下目：
- 戊肝病毒目 Hepelivirales
- 马特利病毒目 Martellivirales
- 芜菁黄花叶病毒目 Tymovirales